# Ляскі (Нижньосілезьке воєводство)
Ляскі (пол. Laski) — село в Польщі, у гміні Злотий Сток Зомбковицького повіту Нижньосілезького воєводства.
Населення — 684 особи (2011).

## Демографія
Демографічна структура станом на 31 березня 2011 року:
|          | Загалом | Допрацездатний вік | Працездатний вік | Постпрацездатний вік |
| -------- | ------- | ------------------ | ---------------- | -------------------- |
| Чоловіки | 349     | 62                 | 261              | 26                   |
| Жінки    | 335     | 63                 | 206              | 66                   |
| Разом    | 684     | 125                | 467              | 92                   |